# Masacre de Centralia (Misuri)
Masacre de Centralia:La Masacre de Centralia fue un incidente durante la Guerra de Secesión en el que 24 soldados de la Unión desarmados fueron capturados y ejecutados en Centralia, Misuri el 27 de septiembre de 1864 por una banda liderada por el líder guerrillero pro-Confederados  William T. Anderson. Ente los participantes estaba el futuro forajido Jesse James estaba entre los guerrilleros.
En la Batalla de Centralia que siguió, un gran destacamento de infantería montada de la Unión intentó interceptar a Anderson, pero casi todos murieron en combate.

## Antecedentes
En 1864, los confederados, frente a una posición que se deterioraba rápidamente, lanzaron una invasión del norte de Misuri. Fue dirigido por el General Sterling Price y su Guardia Estatal de Missouri. El objetivo era influir en las elecciones presidenciales de 1864 (Elección presidencial de 1864 de Estados Unidos) capturando St. Louis y el capitolio estatal en la Jefferson City. Como parte de su estrategia, Price alentó la guerra de guerrillas, especialmente la interrupción de los ferrocarriles. "Bloody Bill" Anderson y su compañía guerrillera estuvieron entre los que participaron.
El 23 de septiembre de 1864, Anderson participó en una escaramuza en el Condado de Boone, Misuri, siete millas al este de Rocheport. Sus hombres lograron matar a once soldados federales y tres camioneros civiles negros. Los federales respondieron al día siguiente disparando a seis de los hombres de Anderson que fueron capturados en una casa en Rocheport.
También el 24 de septiembre de 1864, Anderson atacó la ciudad pro-Unión de Fayette , pero el ataque fue un fracaso. Trece de los hombres de Anderson murieron y más de 30 resultaron heridos. Solo un soldado de la Unión murió y dos resultaron heridos.

## Masacre
A las 9:00 a. m. el 27 de septiembre, Anderson, con unos 80 guerrilleros, algunos vestidos con uniformes robados del ejército de la Unión, se trasladaron a Centralia para cortar el Ferrocarril del Norte de Misuri. Los guerrilleros saquearon la ciudad y, según los informes, bebieron whisky con botas robadas. Anderson bloqueó la vía férrea, un hecho que el maquinista de un tren que se aproximaba no se dio cuenta hasta que fue demasiado tarde, ya que los hombres que vio vestían uniformes azules. Los guerrilleros invadieron el tren y dividieron a los 125 pasajeros entre civiles y soldados. Un total de 24 soldados de la Unión estaban a bordo, todos de permiso después de la Batalla de Atlanta y se dirigían a sus hogares en el noroeste de Misuri o el suroeste de Iowa.
A los soldados de la Unión se les ordenó a punta de pistola que se quitaran los uniformes. Cuando Anderson llamó a un oficial, el sargento Thomas Goodman se adelantó, esperando que le dispararan para que el resto se salvara. En cambio, los hombres de Anderson ignoraron a Goodman y comenzaron a disparar a los demás. Luego, los cuerpos fueron mutilados y desollados. Luego, los guerrilleros prendieron fuego al tren y lo enviaron corriendo por las vías hacia Sturgeon, Misuri. Incendiaron el depósito y se alejaron de la ciudad. El sargento Goodman fue hecho prisionero por orden de Anderson; se planeó que más tarde sería intercambiado por uno de los hombres de Anderson detenido por las fuerzas federales. Goodman pasó diez días en cautiverio de los guerrilleros antes de escapar por la noche mientras se preparaban para cruzar el río Misuri cerca de Rocheport.

## Batalla de Centralia
Aproximadamente a las 3:00 p. m., el mayor de la Unión Andrew Vern Emen Johnston, un ex maestro de escuela sin mucha experiencia militar, dirigió a 146 hombres del recién formado 39.º Regimiento de Infantería de Misuri (Montado) y cabalgó hacia Centralia. La gente del pueblo advirtió a Johnston que Anderson tenía al menos 80 hombres bien armados, pero Johnston dirigió a sus hombres en su persecución. Los soldados de la Unión pronto se encontraron con los guerrilleros y Johnston decidió luchar contra ellos a pie. Ordenó a sus hombres que desmontaran y formaran una línea de batalla.
Luego, según los informes, Johnston lanzó un desafío. Los hombres de Anderson respondieron haciendo una carga montada. Armados con rifles Enfield de avanzara, los reclutas federales no eran rival para los guerrilleros con sus revólveres. La primera descarga de Johnston mató a varios guerrilleros, pero luego sus hombres fueron invadidos. La mayoría fueron abatidos cuando intentaban huir. Según Frank James, su hermano menor, Jesse, disparó el tiro que mató al comandante Johnston. De los 147 soldados de la Unión, 123 murieron durante la batalla y solo un hombre resultó herido. Las fuerzas confederadas perdieron tres hombres y diez resultaron heridos.

## Consecuencias
El 28 de septiembre de 1864, en una carta a Union Gen. William Rosecrans, Union Brig.-Gen. Clinton B. Fisk sugirió la despoblación y la devastación en retribución por la masacre:

Tuve el honor de escribirle completamente con fecha de ayer, desde entonces mis telegramas le han informado sobre los desastres en Centralia. La captura del tren, la matanza inhumana de los soldados indefensos que viajaban en él, el robo de los pasajeros, el incendio del tren en movimiento y las humillaciones infligidas a mujeres indefensas deben considerarse como una de las principales barbaridades de la guerra. Tenemos en estos condados no solo a los residentes rebeldes, sino también a una gran proporción de los que, por orden del general Ewing, fueron expulsados el año pasado de Johnson, Jackson y otros condados fronterizos. La despoblación y la devastación son medidas extremas, pero si esta guerra infernal continúa, será humano y económico para la vida humana adoptar y aplicar vigorosamente tales medidas dondequiera que los bushwhackers tengan más amigos que el gobierno.

## Enlaces
- Esta obra contiene una traducción  derivada de «Centralia Massacre (Missouri)» de Wikipedia en inglés, publicada por sus editores bajo la Licencia de documentación libre de GNU y la Licencia Creative Commons Atribución-CompartirIgual 4.0 Internacional.